# 自簽擔保守行為
自簽擔保守行為（簡稱簽保守行為或守行為，英語：Binding over）是普通法地區如英國和香港一種處理刑事案件的判罰，方式分為兩種。

## 有條件的釋放
當法庭決定執行「有條件的釋放」，便會要求當事人承諾，在不多於3年的期限內不觸犯某些指定條件，通常是不再犯同一罪行或其它性質相近的罪行。執行方式是於當事人認罪或法庭宣判有罪後，由法庭指定擔保的金額（以香港為例，不多於2,000港元）、守行為的範圍及期限。違反守行為命令者要向政府繳納該擔保金。
雖然這種判罰相對之下較為輕微，但當事人仍會留有案底，喪失申請《無犯罪紀錄証明書》資格。

## 沒有刑事案底的簽保守行為
以香港為例，律政司有權根據《太平紳士條例》，於當事人未獲定罪的情況中，要求當事人簽保守行為。當事人並不會有任何刑事紀錄，仍可申請《無犯罪紀錄証明書》，惟犯事紀錄會存在香港警方的檔案中。假如當事人在簽保期間違反保守行為的條件，便需向政府繳付擔保金，但前次案件不會被視為已定罪。
「沒有刑事案底的簽保守行為」一般只會出現於輕微控罪且有環境特殊的因素，例如是當事人小於16歲，加上沒有犯罪紀錄，甚至患有精神病等因素。